# Алинью, Валдо
Валдо Гонсалвеш Алинью (порт. Valdo Gonçalves Alhinho; род. 17 декабря 1988, Бенгела) — ангольский футболист, полузащитник.

## Биография
Валдо родился в Бенгеле, и дебютировал в португальском клубе «Сакавененсе» в 2007 году, в шестом дивизионе, затем, в 2009 году, переехал в «Мурсу», играющем на том же уровне. Не сумев проявить себя, он подписал контракт с мальтийским клубом «Слима Уондерерс» в 2010 году. После трех игр он присоединился к «Мсиде», играющей во втором дивизионе Мальты. Однако, после короткого пребывания в другом клубе, «Сент-Эндрюс», вернулся в высший дивизион с «Флорианой» в 2012 году. В следующем году он вернулся на родину в ангольский «Рекреативу» из города Каала.
Алинью подписал двухлетний контракт в началае сезона 2014/15 с клубом второго португальского дивизиона «Ориентал».